# 프레디의 피자가게 AR: 스페셜 딜리버리
《프레디의 피자가게 AR: 스페셜 딜리버리》(Five Nights at Freddy's AR: Special Delivery)는 Illumix가 스콧 코슨과 협업하여 개발한 2019년 증강현실 1인칭 서바이벌 호러 비디오 게임이다. FNaF 월드와 얼티밋 커스텀 나이트에 이어 프레디의 피자가게 시리즈의 3번째 스핀오프이다.